# 堀大希
堀 大希（ほり たいき、3月8日 - ）はナレーター、声優。大阪府出身。フリー。

## 略歴
テレビアニメ『機動戦士ガンダムSEED』の影響で声優になろうと思ったという。
中学時代はバドミントン部に所属していた。
2013年3月31日までラムズ所属、その後フリー。
2018年4月、声優・ナレーターの桐谷蝶々と結婚したことを発表した。

## 人物
明るく、若めの声質を持つ。
特技はギター、歌、作曲、DTM。趣味はボルダリング。

## 出演

### テレビアニメ
※ 太字はメインキャラクター。
2011年
- 戦国☆パラダイス -極-(宇喜多秀家[7])

### 吹き替え
- タイムパニック(マット)

### ゲーム
- L@ve once（黒川)

- TO-FU おっ!すし屋さん2(キツネ & ライオン[8])

### TV番組
- フジテレビ　まばたき禁止‼!見逃せない瞬間MAX
- フジテレビ　バイキング[9]
- フジテレビ　でんじろうのTHE実験
- フジテレビ　梅沢富美男のズバッと聞きます！
- テレビ朝日 日曜×芸人
- テレビ朝日 スーパーJチャンネル
- テレビ朝日 世界でお仕事くらべるTV～ワールドワイドワーク～
- テレビ朝日 これぞ!ニッポン流!
- TBS 炎の体育会TV
- TBS あさチャン!
- TBS 内村とザワつく夜
- TBS スーパーサッカー
- TBS　1番だけが知っている
- 日テレ　有吉反省会
- BS日テレ　MONSTER HUNTER CAMP
- NHKEテレ　Rの法則
- NHKBS1 球辞苑
- 名古屋テレビ　メ〜テレ「テレビノタネ」アイドルの裏のウラのうら　ぱすぽ☆
- キッズステーション　甦る!!昭和のテレビヒーロー

### CM
- プロアクティブ・ソリューション[10] - ナレーション
- 忍風カムイ外伝[11] - ナレーション
- 株式会社土木管理総合試験所 - ナレーション

### DVDナレーション
- NOGIBINGO!　放送未公開映像、未公開映像、メイキングシーン、NOGIBINGO! 反省会
- 実録！呪いの動画

### その他
- 芝浦工業大学(大学紹介ナレーション)
- EPSON(「M-Tracer For Golf」ナレーション[12])
- フマキラー（WEB動画「GOKI♥DOKI大作戦～生徒会長はGがお好き」御木先輩役[13]）